# 분사기

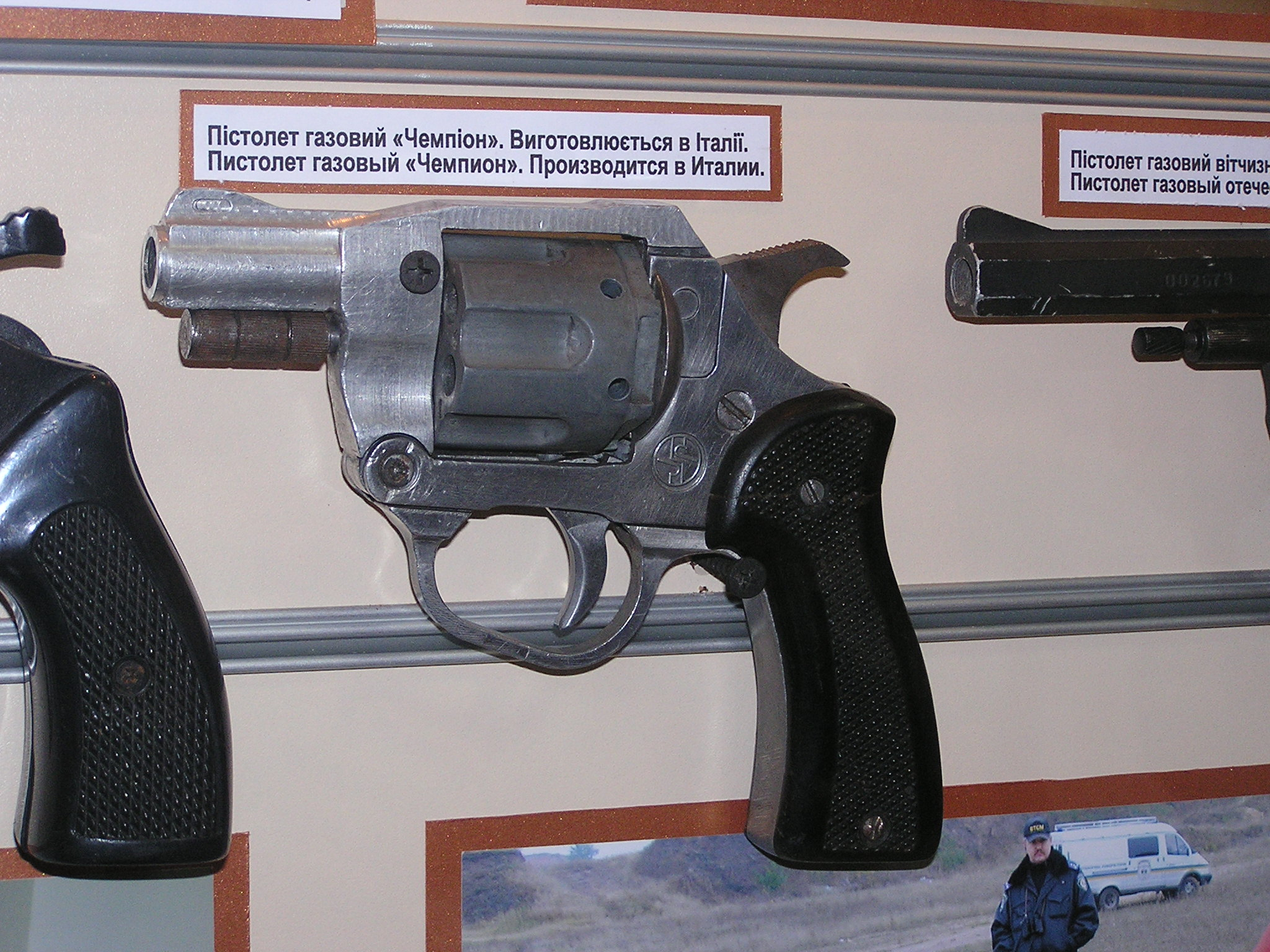

분사기(噴射機)는 "사람의 활동을 일시적으로 곤란하게 하는 최루 또는 질식 등의 작용제를 내장된 압축가스의 힘으로 분사하는 기기"를 의미한다. 일반적으로 가스분사기라고 불리고, 특히 총포형 분사기는 가스총이라고 불린다. 형태상으로는 총포형 분사기, 막대형 분사기, 만년필형 분사기, 기타 휴대형 분사기가 있으며, 약제의 종류에 따라 분말분사기와 액체분사기로 나눈다. 액체분사기 중 약제가 총알에 들어 있고, 화약이 들어 있어 발사시 총소리가 나는 것을 일반적으로 리발버(revolver)형이라고 부른다.
가스총(gas rifle)이 압축(액화) 이산화탄소를 사용하는 압축 가스총을 뜻하는 경우도 있다.

## 주의사항
주기적으로 약제를 교환하지 않으면 효과가 거의 없을 수도 있다.

## 같이 보기
- 전자충격기
- 페퍼 스프레이
- 호신용품

## 참고
1. ↑  '내가 사는 곳'과의 소통 - 수원일보[깨진 링크(과거 내용 찾기)]